# Hastighed under ansvar
Hastighed under ansvar er en dansk dokumentarfilm fra 1953 instrueret af Erik Ole Olsen efter eget manuskript.

## Handling
En propagandafilm, der understreger de vigtigste bestemmelser i den nye færdselslov.